# Ordine di Lakandula
L'Ordine di Lakandula è un ordine cavalleresco filippino.

## Storia
L'Ordine è stato fondato il 19 settembre 2003 e dedicato al re Lakandula.

## Classi
| Nastri dell'Ordine di Lakandula | Nastri dell'Ordine di Lakandula | Nastri dell'Ordine di Lakandula | Nastri dell'Ordine di Lakandula | Nastri dell'Ordine di Lakandula | Nastri dell'Ordine di Lakandula |
| ------------------------------- | ------------------------------- | ------------------------------- | ------------------------------- | ------------------------------- | ------------------------------- |
| Membro                          | Ufficiale                       | Commendatore                    | Grand'Ufficiale                 | Gran Croce                      | Gran Collare                    |

L'Ordine dispone delle seguenti classi di benemerenza:
- Gran Collare: conferito a un individuo che ha sofferto materialmente per la conservazione e la difesa del modo di vita democratico, o dell'integrità territoriale della Repubblica delle Filippine, o a un capo di Stato e/o di governo in carica e non.
- Gran Croce: conferito a un individuo che ha dedicato la sua vita alla risoluzione pacifica dei conflitti; a un individuo la cui vita è degna di emulazione da parte del popolo filippino, o a un Principe Ereditario, Vice Presidente, il Presidente del Senato, presidente della Camera, Chief Justice o equivalente, Ministro degli Esteri o un altro funzionario di rango del gabinetto, Ambasciatore, il Sottosegretario, Segretario, o altra persona di un livello simile o equivalente a quanto sopra.
- Grand'Ufficiale: conferito a un individuo che ha dimostrato una dedicazione per il benessere politico e civile della società, o su un chargé d'affaires, Ministro, Ministro Consigliere, Console Generale, direttore esecutivo, o di altra persona di rango simile o equivalente a quanto precede.
- Commendatore: conferito a un individuo che ha dimostrato eccezionali opere di dedizione per il benessere politico e civile della società nel suo insieme, o su un chargé d'affaires, Consigliere, Primo Segretario, Console Generale della sezione consolare di un'ambasciata, funzionario consolare con un rango superiore a quello personale, Secondo Segretario, Direttore, o altra persona di un livello simile o equivalente a quanto sopra.
- Ufficiale: conferito a un individuo che ha dimostrato opere lodevoli di dedizione per il benessere politico e civile della società nel suo insieme, o a un secondo segretario, Console, Assistente Direttore, o altra persona di un livello simile o equivalente a quanto sopra.
- Membro: conferito a un individuo che ha dimostrato atti meritori di dedizione per il benessere politico e civile della società nel suo insieme, o la persona Terzo segretario, Vice Console, Attaché, Assistente Principale, o altro di un livello simile o equivalente a quanto sopra.

## Insegne
- Il nastro è completamente blu.